# 金正也
金 正也（キム・ジョンヤ、1988年5月17日 - ）は、兵庫県神戸市出身のサッカー選手（元プロサッカー選手）。ポジションはディフェンダー。

## 来歴
小学生の頃に地元神戸市の夢野SCでサッカーを始める。また、父親の影響で幼稚園～小学校までは神戸ポートアイランドジェッツJr.その後中学3年まで 高槻市のクラブでアイスホッケーもプレーしていた。高校は神戸科学技術高校に進学。
2007年に駒澤大学に進学。1年次から激しいプレーとヘディングの強さを生かしたセンターバック として出場機会を得て活躍し、3年次には豊富な運動量でボランチ（アンカー）の位置でもプレーし、関東大学選抜にも選ばれた。4年次には主将を務め、チームを総理大臣杯優勝に導いた。
2011年、J1リーグ・ガンバ大阪に入団。駒澤大監督（当時）の秋田浩一は「今年はスーパーな選手はいない」と語っていたが、2011年に同大学からは6人がプロ入りした（金以外にGK岡大生、DF酒井隆介、MF金久保彩、MF佐光塁、FW棗佑喜）。シーズン前、前年のレギュラーであった中澤聡太と高木和道の怪我により、ACLグループリーグ第1節 vsメルボルン・ビクトリー戦で公式戦初出場を果たし、Jリーグ開幕戦となったセレッソ大阪戦もスタメンフル出場した。
2013年、サガン鳥栖に期限付き移籍。鳥栖での出場はカップ戦が中心でレギュラー獲得には至らなかった。
2014年、ガンバ大阪に復帰。この年もリーグ戦の出場はわずかだったが、カップ戦では安定したプレーを発揮した。
2015年は他のセンターバックに怪我人が相次いだことで前年よりも出場機会が増えた。ACL準々決勝第2戦の全北戦は1点リードした後半終盤に守備固めとして投入され、直後に同点に追いつかれてしまったが、後半ロスタイムに米倉恒貴の決勝ゴールをアシストしベスト4進出に貢献した。
2016年3月19日、J1・1stステージ第4節のヴィッセル神戸戦で公式戦初得点を決めた。この年は、リーグ戦で3得点を記録した。
2017年12月、ベガルタ仙台へ完全移籍。
2019年8月3日に行われたジュビロ磐田戦でJ1通算100試合出場を達成した。
2020年をもってベガルタ仙台との契約が満了。
2021年2月4日に藤枝MYFCに移籍。2021年12月、藤枝を契約満了となった。
2022年8月15日、開設したばかりのInstagramアカウントでプロサッカー選手引退を表明した。9月3日、J1リーグ第28節のガンバ大阪対サガン鳥栖戦（会場：パナソニックスタジアム吹田）にて引退セレモニーが開催された。
2025年1月19日、佐賀県社会人サッカーリーグ1部のFC.TOSUに加入し、アマチュア選手として現役復帰。

## 所属クラブ
- 夢野FC
- 2001年 - 2003年 FCフレスカテルツァ
- 2004年 - 2006年 神戸科学技術高校
- 2007年 - 2010年 駒澤大学
- 2011年 - 2017年  ガンバ大阪
  - 2013年  サガン鳥栖（期限付き移籍）
- 2018年 - 2020年  ベガルタ仙台
- 2021年   藤枝MYFC
- 2025年 -  FC.TOSU

## 個人成績
| 国内大会個人成績 | 国内大会個人成績 | 国内大会個人成績 | 国内大会個人成績 | 国内大会個人成績 | 国内大会個人成績 | 国内大会個人成績 | 国内大会個人成績 | 国内大会個人成績 | 国内大会個人成績 | 国内大会個人成績 | 国内大会個人成績 |
| 年度             | クラブ           | 背番号           | リーグ           | リーグ戦         | リーグ戦         | リーグ杯         | リーグ杯         | オープン杯       | オープン杯       | 期間通算         | 期間通算         |
| 年度             | クラブ           | 背番号           | リーグ           | 出場             | 得点             | 出場             | 得点             | 出場             | 得点             | 出場             | 得点             |
| 日本             | 日本             | 日本             | 日本             | リーグ戦         | リーグ戦         | リーグ杯         | リーグ杯         | 天皇杯           | 天皇杯           | 期間通算         | 期間通算         |
| ---------------- | ---------------- | ---------------- | ---------------- | ---------------- | ---------------- | ---------------- | ---------------- | ---------------- | ---------------- | ---------------- | ---------------- |
| 2010             | 駒大             | 6                | -                | -                | -                | -                | -                | 2                | 0                | 2                | 0                |
| 2011             | G大阪            | 3                | J1               | 3                | 0                | 1                | 0                | 1                | 0                | 5                | 0                |
| 2012             | G大阪            | 3                | J1               | 7                | 0                | 2                | 0                | 1                | 0                | 10               | 0                |
| 2013             | 鳥栖             | 13               | J1               | 8                | 0                | 4                | 0                | 1                | 0                | 13               | 0                |
| 2014             | G大阪            | 6                | J1               | 4                | 0                | 4                | 0                | 5                | 0                | 13               | 0                |
| 2015             | G大阪            | 6                | J1               | 13               | 0                | 3                | 0                | 3                | 0                | 19               | 0                |
| 2016             | G大阪            | 6                | J1               | 28               | 3                | 5                | 0                | 1                | 0                | 34               | 3                |
| 2017             | G大阪            | 6                | J1               | 15               | 1                | 2                | 0                | 3                | 0                | 20               | 1                |
| 2018             | 仙台             | 39               | J1               | 13               | 0                | 3                | 0                | 1                | 0                | 17               | 0                |
| 2019             | 仙台             | 39               | J1               | 13               | 0                | 2                | 0                | 2                | 0                | 17               | 0                |
| 2020             | 仙台             | 39               | J1               | 15               | 0                | 1                | 0                | -                | -                | 16               | 0                |
| 2021             | 藤枝             | 32               | J3               | 9                | 1                | -                | -                | -                | -                | 9                | 1                |
| 通算             | 日本             | 日本             | J1               | 119              | 4                | 27               | 0                | 18               | 0                | 164              | 4                |
| 通算             | 日本             | 日本             | J3               | 9                | 1                | -                | -                | 0                | 0                | 9                | 1                |
| 通算             | 日本             | 日本             | 他               | -                | -                | -                | -                | 2                | 0                | 2                | 0                |
| 総通算           | 総通算           | 総通算           | 総通算           | 128              | 5                | 27               | 0                | 20               | 0                | 175              | 5                |

| 2016   | G大23  | 6      | J3     | 1 | 0 | 1 | 0 |
| 2017   | G大23  | 6      | J3     | 1 | 0 | 1 | 0 |
| 通算   | 日本   | 日本   | J3     | 2 | 0 | 2 | 0 |
| 総通算 | 総通算 | 総通算 | 総通算 | 2 | 0 | 2 | 0 |

| 国際大会個人成績 | 国際大会個人成績 | 国際大会個人成績 | 国際大会個人成績 | 国際大会個人成績 |
| 年度             | クラブ           | 背番号           | 出場             | 得点             |
| AFC              | AFC              | AFC              | ACL              | ACL              |
| ---------------- | ---------------- | ---------------- | ---------------- | ---------------- |
| 2011             | G大阪            | 3                | 3                | 0                |
| 2012             | G大阪            | 3                | 0                | 0                |
| 2015             | G大阪            | 6                | 7                | 0                |
| 2016             | G大阪            | 6                | 5                | 0                |
| 2017             | G大阪            | 6                | 2                | 0                |
| 通算             | AFC              | AFC              | 17               | 0                |

その他の国際公式戦
- 2015年
  - スルガ銀行チャンピオンシップ 1試合0得点
- 2017年
  - AFCチャンピオンズリーグ・プレーオフ 1試合0得点

出場歴
- 公式戦初出場 - 2011年3月1日 ACLグループリーグ第1節 vsメルボルン・ビクトリー（万博記念競技場）
- Jリーグ初出場 - 2011年3月5日 J1 第1節 vsセレッソ大阪（万博記念競技場）
- Jリーグ初得点 - 2016年3月19日 J1.1st第4節 vsヴィッセル神戸（ノエビアスタジアム神戸）

## タイトル

### クラブ
駒澤大学
- 総理大臣杯大学サッカートーナメント：1回（2010年）

ガンバ大阪
- J1リーグ：1回（2014年）
- Jリーグカップ：1回（2014年）
- 天皇杯：2回（2014年、2015年）
- FUJI XEROX SUPER CUP：1回（2015年）

## 私生活
- 2024年1月に大阪府豊中市で放課後等デイサービス事業所をオープンした[15]。